# Palaquium brassii
Palaquium brassii är en tvåhjärtbladig växtart som beskrevs av Herman Johannes Lam. Palaquium brassii ingår i släktet Palaquium och familjen Sapotaceae.
Artens utbredningsområde är Papua Nya Guinea. Inga underarter finns listade i Catalogue of Life.